# Filipe Luís
Filipe Luís Kasmirski (Jaraguá do Sul, Santa Catarina, 9 de agosto de 1985), conocido como Filipe Luís, es un exfutbolista y entrenador brasileño que jugaba como defensa. El equipo en el que más tiempo permaneció durante su carrera fue el Atlético de Madrid, donde estuvo ocho temporadas entre 2010 y 2019. Su último equipo fue el C. R. Flamengo, club que dirige desde septiembre de 2024.
Debutó en el Figueirense en 2003. Al año siguiente firmó con el Ajax de Ámsterdam, siendo posteriormente cedido al Real Madrid, jugando en su filial en 2005. Finalmente, el equipo neerlandés lo vendió al Deportivo de La Coruña. Durante una de las cuatro temporadas en el equipo de Riazor sufrió una fractura de peroné que le tuvo de baja aproximadamente cinco meses.
En 2010 fichó por el Atlético de Madrid y ganó la Supercopa de Europa en 2010, 2012 y 2018, la Liga Europa de la UEFA en 2012 y 2018, la Copa del Rey en 2013 y la Liga en 2014. Ese mismo año fichó por el Chelsea Football Club con el que ganó la Copa de la Liga y la Premier League en 2015.
En 2019 fichó por el Flamengo y ganó la Copa Libertadores en 2019 y 2022, la Recopa Sudamericana en 2020, la Serie A en 2019 y 2020, la Supercopa de Brasil en 2020 y 2021, y la Copa de Brasil en 2022.
Fue internacional absoluto con la selección de Brasil, con la que se proclamó campeón de la Copa Confederaciones 2013 y la Copa América 2019. Las abuelas materna y paterna son italianas, el abuelo materno es austriaco y el abuelo paterno es polaco.

## Trayectoria

### Como jugador

#### Inicios
Procedente del Figueirense Futebol Clube, Filipe llegó al fútbol europeo por medio del Ajax de Ámsterdam en 2004, pasando allí una temporada entera. El 18 de agosto de 2005, firmó por el Rentistas de Uruguay pero rápidamente fue cedido al Real Madrid. Pasó allí la mayor parte de la temporada, pero en su filial, el Real Madrid Castilla.

#### R. C. Deportivo de La Coruña

##### Suplencia
En 2006, fue cedido otra vez por Rentistas, esta vez al Deportivo de La Coruña, con una opción de compra de 2,2 millones de euros. Llegó al equipo con Joaquín Caparrós al frente, quien no confiaba en el brasileño para el lateral dado que, a pesar de su aportación al juego de ataque, era poca su capacidad defensiva. Al año siguiente se repitió la cesión al Deportivo con la misma cláusula. Con la llegada ese año al banquillo de Miguel Ángel Lotina al principio fue relegado al banquillo, ocupando su posición Manuel Pablo que era lateral derecho y pese a que el Dépor no contaba con ningún lateral izquierdo tras la marcha de Joan Capdevila al Villarreal CF, pero finalmente a partir de la 8.ª jornada comenzó a jugar de titular y consiguió afianzarse en el equipo titular gracias al trabajo del míster, quien le ayudó a mejorar sus cualidades defensivas e incrementar aún más las ofensivas. El 10 de junio de 2008, el Deportivo hizo efectiva su cláusula.

##### Éxitos
En la temporada 2008-09 Filipe se convirtió en el único jugador de la plantilla que disputó todos los partidos de la temporada. Al finalizar la liga 2008-2009, Filipe fue incluido en el once ideal de la UEFA y de varios medios de comunicación.[cita requerida] El F. C. Barcelona estuvo intentando su contratación todo el verano de 2009; pero finalmente permaneció en el Deportivo ya que Lendoiro se negó a aceptar la oferta blaugrana que lo tasaba en 9 millones, al tener una cláusula de 20 millones de euros. El jugador se tomó muy mal cuando finalmente el F. C. Barcelona decidió fichar a Maxwell y desistir en su fichaje.

##### Lesión
El 23 de enero de 2010, en un partido que enfrentaba al Deportivo con el Athletic Club en el estadio de Riazor (3-1), el jugador se produjo una fractura de peroné y luxación de tobillo derecho.
La lesión le sobrevino al caer el portero rival, Gorka Iraizoz, sobre la pierna de Filipe en el intento de parar su remate a portería, que finalmente puso el 1-0 en el marcador. Su baja se estimó entre cuatro y seis meses, aunque sólo tres meses después regresó a los entrenamientos, volviendo a un terreno de juego el 8 de mayo de 2010, ante el RCD Mallorca.

#### Atlético de Madrid

##### Adaptación
El 23 de julio de 2010 fue fichado por el Club Atlético de Madrid por cuatro temporadas por un montante de 12 millones de euros. Su llegada no pudo comenzar mejor pues el 29 de agosto de 2010 consiguió su primer título al imponerse en la Supercopa de Europa al Inter de Milán, ganador de la Liga de Campeones, por dos goles a cero, si bien no participó en dicho encuentro. Su debut oficial no se produjo hasta la quinta jornada de la liga ante el Real Zaragoza, dando el pase del gol de la victoria. El 10 de abril de 2011, consiguió su primer gol como jugador rojiblanco en la trigésimo primera jornada de Liga en la victoria por tres a cero contra la Real Sociedad en el estadio Vicente Calderón.

##### Titularidad
Durante la temporada 2011-12, Filipe se hizo con la titularidad del lateral izquierdo del Atlético de Madrid disputando 53 partidos. La primera mitad de la temporada del Atlético de Madrid fue bastante irregular en las competiciones nacionales, aunque consiguió pasar con solvencia la fase de grupos de la Europa League. Pese a esto, se produjo el cambio de entrenador en enero y Diego Simeone sustituyó en el banquillo a Gregorio Manzano.
Ya con el Cholo en el banquillo, Filipe siguió siendo titular indiscutible y el 9 de mayo de 2012, se proclamó con su equipo campeón de la Europa League al vencer en la final por 3 goles a 0 al Athletic Club. Filipe disputó el partido completo como titular.

##### Regularidad
La temporada 2012-13 comenzó con la disputa de la Supercopa de Europa entre el ganador de la Europa League en 2012, el Atlético de Madrid y el ganador de la Liga de Campeones 2012, el Chelsea. De este modo, el 31 de agosto de 2012 Filipe consiguió su segunda Supercopa de Europa al ganar la final por cuatro goles a uno.
En la Liga, la actuación del Atlético de Madrid fue muy regular terminando la campaña en tercera posición por detrás de Barcelona y Real Madrid. Filipe fue el lateral titular en la mayoría de los partidos, y el 3 de noviembre de 2012 disputó su centésimo partido con la camiseta del Atlético de Madrid; aunque no lo pudo hacer con una victoria al caer derrotado por dos a cero ante el Valencia Club de Fútbol. Así mismo, el 7 de abril de 2013 jugó su partido número 200 en Primera División en el empate a uno ante el Getafe.
En la Copa del Rey el Atlético de Madrid también realizó un gran torneo, llegando a la final que se disputó el 17 de mayo frente al Real Madrid. Filipe salió en el once titular y fue partícipe de la consecución del título venciendo al eterno rival por uno a dos en la prórroga. Filipe disputó los 120 minutos del partido y consiguió así su primer título nacional.

##### Campeón de Liga
Durante la temporada 2013-14 Filipe continuó siendo el lateral izquierdo titular en la mayoría de los partidos. En la última jornada de Liga, el Atlético se proclamó campeón de la misma gracias a un empate a uno frente al Barcelona en el Camp Nou. Gracias a este empate pudo acabar la competición como primero con tres puntos de ventaja sobre el segundo, el Barcelona. Una vez finalizada la temporada, fue incluido en el once ideal de la LFP.
En la Liga de Campeones el Atlético tuvo una gran actuación que le permitió llegar a la final que se disputó en Lisboa frente al Real Madrid. Filipe fue titular pero tuvo que retirarse del partido en el minuto 83 debido a una lesión cuando el marcador era favorable a su club por uno a cero. En el tiempo de descuento, Sergio Ramos anotó el empate a la salida de un córner y en la prórroga el Madrid culminó la remontada dejando el marcador en cuatro a uno a favor de los blancos.

#### Chelsea F. C.
El 16 de julio de 2014 se anunció oficialmente que Filipe Luís abandonaba el Atlético de Madrid para fichar por el Chelsea Football Club por la cantidad de 25 millones de euros. Se despidió del club el mismo día mediante una rueda de prensa y una carta dirigida a la afición.
Debutó con el club de Londres el 30 de agosto en la tercera jornada de Liga. Saltó al campo en el minuto 83 sustituyendo a Eden Hazard en un partido ante el Everton que su equipo ganó por tres a seis. Su primer gol con la camiseta blue lo anotó el 16 de diciembre en la victoria por uno a tres ante el Derby County correspondiente a los cuartos de final de la Copa de la Liga. Precisamente, el 1 de marzo de 2015 consiguió su primer título con el club inglés al vencer la final de la competición ante el Tottenham Hotspur. Filipe fue convocado para el partido pero no jugó ningún minuto. En la Liga tan solo disputó dieciséis partidos como titular en toda la temporada, pero el Chelsea terminó la competición alzándose con el título y consiguiendo Filipe de esta manera su segunda Liga consecutiva.

#### Segunda etapa en el Atlético de Madrid
El 28 de julio de 2015, Filipe Luís se reincorporó al Atlético de Madrid con un contrato de cuatro años por una tarifa no revelada. Hizo su regreso al equipo el 22 de agosto cuando abrieron la temporada con una victoria en casa por 1-0 contra el recién ascendido UD Las Palmas. En la victoria por 3-0 en el partido inverso el 17 de enero siguiente, marcó su primer gol desde que regresó.
El 30 de enero de 2016 fue expulsado en la primera mitad de una derrota por 1-2 ante el FC Barcelona por un desafío sobre Lionel Messi, y su compañero de equipo Diego Godín también fue despedido más tarde. El dúo escapó de las críticas del técnico Diego Simeone, pero Filipe Luís fue sancionado posteriormente con una sanción de tres partidos. Continuó siendo titular indiscutible durante su paso por el Estadio Vicente Calderón.
En marzo de 2018 después de un choque con el Eder del FC Lokomotiv Moscú en una eliminatoria de la Europa League, Filipe Luís se rompió el peroné en su pierna izquierda, inicialmente se pensó que se perdería el resto de la temporada y, por lo tanto, la Copa Mundial de la FIFA 2018 pero se recuperó en dos meses. Terminó su segunda etapa en el Atlético al vencimiento de su contrato, el 30 de junio de 2019.

#### Flamengo
El 23 de julio de 2019 regresó a Brasil y firmó un contrato de dos años y medio con el C. R. Flamengo. En este equipo militó durante cuatro años y medio en los que ganó diez títulos, entre ellos la Copa Libertadores y el Campeonato Brasileño de Serie A en dos ocasiones, y puso fin a su carrera al término de la temporada 2023.

#### Selección nacional
Fue internacional con la selección brasileña de fútbol, produciéndose su debut el 14 de octubre de 2009 en el último encuentro de clasificación para el Mundial de Sudáfrica 2010 frente a Venezuela (0-0). Anteriormente a su debut había ido convocado para disputar los partidos contra Argentina, Chile y Bolivia.
Sus grandes actuaciones durante la temporada 2012-13 le llevaron a formar parte de los 23 jugadores seleccionados por Scolari para disputar la Copa Confederaciones 2013 que se disputaba en Brasil, y a la que Brasil estaba invitado por ser el organizador del Mundial de 2014. Brasil se alzó con el título derrotando en la final a la selección española por tres a cero aunque Filipe no llegó a disputar ningún minuto del torneo ante la titularidad de Marcelo.
Disputó el Mundial de 2018 con la selección de Brasil. Jugó dos encuentros, debido a la lesión de Marcelo, el lateral izquierdo titular, y su selección quedó eliminada en los cuartos de final.
Filipe fue convocado para jugar la Copa América 2019 con Brasil. Disputó cuatro partidos y finalmente su selección ganó la competición.

### Como entrenador
El 18 de enero de 2024 inició su carrera como entrenador al asumir al frente del equipo sub-17 del Flamengo. El 13 de junio, fue ascendido a la plantilla sub-20, sustituyendo al fallecido Mário Jorge.
El 30 de septiembre de 2024, tras la destitución de Tite, fue nombrado como técnico interino del primer equipo del Flamengo hasta el final de la temporada. En sus primeras semanas en el cargo ganó la Copa de Brasil tras derrotar a Atlético Mineiro por un global de 4-1.

## Estadísticas

### Clubes
- Actualizado al fin de carrera deportiva.[38]

| Club                                  | Div.          | Temporada     | Liga  | Liga  | Regional | Regional | Copas nacionales | Copas nacionales | Copas internacionales | Copas internacionales | Total | Total | Media goleadora |
| Club                                  | Div.          | Temporada     | Part. | Goles | Part.    | Goles    | Part.            | Goles            | Part.                 | Goles                 | Part. | Goles | Media goleadora |
| ------------------------------------- | ------------- | ------------- | ----- | ----- | -------- | -------- | ---------------- | ---------------- | --------------------- | --------------------- | ----- | ----- | --------------- |
| Figueirense F. C. · Brasil            | 1.ª           | 2003          | 7     | 1     | —        | —        | —                | —                | —                     | —                     | 7     | 1     | 0,14            |
| Figueirense F. C. · Brasil            | 1.ª           | 2004          | 17    | 0     | —        | —        | —                | —                | —                     | —                     | 17    | 0     | 0               |
| Figueirense F. C. · Brasil            | Total club    | Total club    | 24    | 1     | —        | —        | —                | —                | —                     | —                     | 24    | 1     | 0,04            |
| Real Madrid Castilla C. F. · España   | 2.ª           | 2005-06       | 37    | 0     | —        | —        | —                | —                | —                     | —                     | 37    | 0     | 0               |
| Real Madrid Castilla C. F. · España   | Total club    | Total club    | 37    | 0     | —        | —        | —                | —                | —                     | —                     | 37    | 0     | 0               |
| R. C. Deportivo de La Coruña · España | 1.ª           | 2006-07       | 19    | 0     | —        | —        | 7                | 1                | —                     | —                     | 26    | 1     | 0,04            |
| R. C. Deportivo de La Coruña · España | 1.ª           | 2007-08       | 33    | 1     | —        | —        | 2                | 0                | —                     | —                     | 35    | 1     | 0,03            |
| R. C. Deportivo de La Coruña · España | 1.ª           | 2008-09       | 38    | 2     | —        | —        | 2                | 0                | 12                    | 0                     | 52    | 2     | 0,04            |
| R. C. Deportivo de La Coruña · España | 1.ª           | 2009-10       | 21    | 3     | —        | —        | 3                | 1                | —                     | —                     | 24    | 4     | 0,17            |
| R. C. Deportivo de La Coruña · España | Total club    | Total club    | 111   | 6     | —        | —        | 14               | 2                | 12                    | 0                     | 137   | 8     | 0,06            |
| Atlético de Madrid · España           | 1.ª           | 2010-11       | 27    | 1     | —        | —        | 6                | 0                | 3                     | 0                     | 36    | 1     | 0,03            |
| Atlético de Madrid · España           | 1.ª           | 2011-12       | 36    | 0     | —        | —        | 1                | 0                | 16                    | 0                     | 53    | 0     | 0               |
| Atlético de Madrid · España           | 1.ª           | 2012-13       | 32    | 1     | —        | —        | 6                | 2                | 4                     | 0                     | 42    | 3     | 0,07            |
| Atlético de Madrid · España           | 1.ª           | 2013-14       | 32    | 0     | —        | —        | 7                | 0                | 10                    | 1                     | 49    | 1     | 0,02            |
| Chelsea F. C. Inglaterra              | 1.ª           | 2014-15       | 15    | 0     | —        | —        | 6                | 1                | 5                     | 0                     | 26    | 1     | 0,04            |
| Chelsea F. C. Inglaterra              | Total club    | Total club    | 15    | 0     | —        | —        | 6                | 1                | 5                     | 0                     | 26    | 1     | 0,04            |
| Atlético de Madrid · España           | 1.ª           | 2015-16       | 32    | 1     | —        | —        | 3                | 0                | 10                    | 0                     | 45    | 1     | 0,02            |
| Atlético de Madrid · España           | 1.ª           | 2016-17       | 34    | 3     | —        | —        | 4                | 0                | 10                    | 0                     | 48    | 3     | 0,06            |
| Atlético de Madrid · España           | 1.ª           | 2017-18       | 20    | 1     | —        | —        | 0                | 0                | 8                     | 0                     | 28    | 1     | 0,04            |
| Atlético de Madrid · España           | 1.ª           | 2018-19       | 27    | 2     | —        | —        | 0                | 0                | 5                     | 0                     | 32    | 2     | 0,06            |
| Atlético de Madrid · España           | Total club    | Total club    | 240   | 9     | —        | —        | 27               | 2                | 66                    | 1                     | 333   | 12    | 0,04            |
| C. R. Flamengo · Brasil               | 1.ª           | 2019          | 16    | 0     | —        | —        | 0                | 0                | 7                     | 0                     | 23    | 0     | 0               |
| C. R. Flamengo · Brasil               | 1.ª           | 2020          | 31    | 2     | 8        | 1        | 3                | 0                | 7                     | 0                     | 49    | 3     | 0,06            |
| C. R. Flamengo · Brasil               | 1.ª           | 2021          | 22    | 0     | 5        | 0        | 5                | 0                | 11                    | 0                     | 43    | 0     | 0               |
| C. R. Flamengo · Brasil               | 1.ª           | 2022          | 10    | 0     | 10       | 1        | 9                | 0                | 11                    | 0                     | 40    | 1     | 0,03            |
| C. R. Flamengo · Brasil               | 1.ª           | 2023          | 10    | 0     | 4        | 0        | 2                | 0                | 5                     | 0                     | 21    | 0     | 0               |
| C. R. Flamengo · Brasil               | Total club    | Total club    | 89    | 2     | 27       | 2        | 19               | 0                | 41                    | 0                     | 176   | 4     | 0,02            |
| Total carrera                         | Total carrera | Total carrera | 516   | 18    | 27       | 2        | 66               | 5                | 124                   | 1                     | 733   | 26    | 0,04            |
| 1. 2. 3.                              |               |               |       |       |          |          |                  |                  |                       |                       |       |       |                 |

### Selecciones

#### Participaciones en fases finales
| Competición                    | Categoría | Sede           | Resultado        | Partidos | Goles |
| ------------------------------ | --------- | -------------- | ---------------- | -------- | ----- |
| Copa Confederaciones 2013      | Absoluta  | Brasil         | Campeón          | 0        | 0     |
| Copa América 2015              | Absoluta  | Chile          | Cuartos de final | 4        | 0     |
| Copa América Centenario        | Absoluta  | Estados Unidos | Primera fase     | 1        | 0     |
| Copa Mundial de Fútbol de 2018 | Absoluta  | Rusia          | Cuartos de final | 2        | 0     |
| Copa América 2019              | Absoluta  | Brasil         | Campeón          | 4        | 0     |
| Total                          | Total     | Total          | Total            | 10       | 0     |

#### Goles internacionales
| Gol | Fecha                   | Sede                            | Oponente | Marcador | Resultado | Competición              |
| --- | ----------------------- | ------------------------------- | -------- | -------- | --------- | ------------------------ |
| 1.  | 17 de noviembre de 2015 | Arena Fonte Nova, Bahia, Brasil | Perú     | 3–0      | 3–0       | Eliminatorias Rusia 2018 |
| 2.  | 6 de octubre de 2016    | Arena das Dunas, Natal, Brasil  | Bolivia  | 3–0      | 5–0       | Eliminatorias Rusia 2018 |

### Entrenador
| Equipo            | Div.  | Temporada | Liga  | Liga | Liga | Liga | Liga |       | Copa | Copa | Copa | Copa  |   | Internacional | Internacional | Internacional | Internacional | Internacional |   | Otros | Otros | Otros | Otros |   | Totales     | Totales | Totales | Totales | Totales | Totales | Totales | Totales |
| Equipo            | Div.  | Temporada | Part. | G    | E    | P    | Pos. | Part. | G    | E    | P    | Part. | G | E             | P             | Pos.          | Part.         | G             | E | P     | Part. | G     | E     | P | Rendimiento | GF      | GC      | Dif.    |         |         |         |         |
| ----------------- | ----- | --------- | ----- | ---- | ---- | ---- | ---- | ----- | ---- | ---- | ---- | ----- | - | ------------- | ------------- | ------------- | ------------- | ------------- | - | ----- | ----- | ----- | ----- | - | ----------- | ------- | ------- | ------- | ------- | ------- | ------- | ------- |
| Flamengo · Brasil | 1.ª   | 2024      | 11    | 6    | 4    | 1    | 3.º  | 4     | 3    | 1    | 0    | -     | - | -             | -             | -             | -             | -             | - | -     | 15    | 9     | 5     | 1 | 71.11%      | 23      | 11      | +12     |         |         |         |         |
| Flamengo · Brasil | 1.ª   | 2025      | 19    | 13   | 4    | 2    | -    | 15    | 12   | 2    | 1    | 7     | 4 | 2             | 1             | -             | 5             | 3             | 1 | 1     | 46    | 32    | 9     | 5 | 76.09%      | 82      | 24      | +58     |         |         |         |         |
| Flamengo · Brasil | Total | Total     | 30    | 19   | 8    | 3    | -    | 19    | 15   | 3    | 1    | 7     | 4 | 2             | 1             | -             | 5             | 3             | 1 | 1     | 61    | 41    | 14    | 6 | 74.86%      | 105     | 35      | +70     |         |         |         |         |
| 1. 2. 3.          |       |           |       |      |      |      |      |       |      |      |      |       |   |               |               |               |               |               |   |       |       |       |       |   |             |         |         |         |         |         |         |         |

#### Resumen por competencias
| Torneo                       | PD | G  | E  | P | GF  | GC | Dif. | Rendimiento | Mejor resultado  |
| ---------------------------- | -- | -- | -- | - | --- | -- | ---- | ----------- | ---------------- |
| Brasileirão                  | 30 | 19 | 8  | 3 | 54  | 19 | +35  | 72.22%      | 3.er lugar       |
| Copa de Brasil               | 8  | 6  | 1  | 1 | 11  | 4  | +7   | 79.17%      | Campeón          |
| Campeonato Carioca           | 11 | 9  | 2  | 0 | 22  | 2  | +20  | 87.88%      | Campeón          |
| Supercopa de Brasil          | 1  | 1  | 0  | 0 | 3   | 1  | +2   | 100%        | Campeón          |
| Copa Libertadores            | 7  | 4  | 2  | 1 | 7   | 3  | +4   | 66.66%      | En disputa       |
| Mundial de Clubes de la FIFA | 4  | 2  | 1  | 1 | 8   | 6  | +2   | 58.33%      | Octavos de final |
| Total                        | 61 | 41 | 14 | 6 | 105 | 35 | +70  | 74.86%      | Tres títulos     |

## Palmarés

### Como jugador

#### Títulos regionales
| Título                 | Equipo            | Estado         | Año  |
| ---------------------- | ----------------- | -------------- | ---- |
| Campeonato Catarinense | Figueirense F. C. | Santa Catarina | 2003 |
| Campeonato Catarinense | Figueirense F. C. | Santa Catarina | 2004 |
| Campeonato Carioca     | C. R. Flamengo    | Río de Janeiro | 2020 |
| Campeonato Carioca     | C. R. Flamengo    | Río de Janeiro | 2021 |

#### Títulos nacionales
| Título              | Equipo             | País       | Año  |
| ------------------- | ------------------ | ---------- | ---- |
| Copa del Rey        | Atlético de Madrid | España     | 2013 |
| La Liga             | Atlético de Madrid | España     | 2014 |
| Copa de la Liga     | Chelsea F. C.      | Inglaterra | 2015 |
| Premier League      | Chelsea F. C.      | Inglaterra | 2015 |
| Serie A             | C. R. Flamengo     | Brasil     | 2019 |
| Supercopa de Brasil | C. R. Flamengo     | Brasil     | 2020 |
| Serie A             | C. R. Flamengo     | Brasil     | 2020 |
| Supercopa de Brasil | C. R. Flamengo     | Brasil     | 2021 |
| Copa de Brasil      | C. R. Flamengo     | Brasil     | 2022 |

#### Títulos internacionales
| Título                 | Equipo (*)          | Sede           | Año  |
| ---------------------- | ------------------- | -------------- | ---- |
| Supercopa de Europa    | Atlético de Madrid  | Mónaco         | 2010 |
| Liga Europa de la UEFA | Atlético de Madrid  | Bucarest       | 2012 |
| Supercopa de Europa    | Atlético de Madrid  | Mónaco         | 2012 |
| Copa Confederaciones   | Selección de Brasil | Brasil         | 2013 |
| Liga Europa de la UEFA | Atlético de Madrid  | Lyon           | 2018 |
| Supercopa de Europa    | Atlético de Madrid  | Tallin         | 2018 |
| Copa América           | Selección de Brasil | Brasil         | 2019 |
| Copa Libertadores      | C. R. Flamengo      | Lima           | 2019 |
| Recopa Sudamericana    | C. R. Flamengo      | Río de Janeiro | 2020 |
| Copa Libertadores      | C. R. Flamengo      | Guayaquil      | 2022 |

(*) Incluyendo la selección.

#### Distinciones individuales
| Distinción                                                         | Año  |
| ------------------------------------------------------------------ | ---- |
| Incluido en el equipo ideal de la Liga BBVA                        | 2014 |
| Mejor lateral izquierdo de la Serie A Premio Craque do Brasileirão | 2019 |
| Miembro del Equipo Ideal de América                                | 2019 |

### Como entrenador

#### Títulos regionales
| Título             | Equipo                | Estado         | Año  |
| ------------------ | --------------------- | -------------- | ---- |
| Copa Río Sub-17    | C. R. Flamengo sub-17 | Río de Janeiro | 2024 |
| Campeonato Carioca | C. R. Flamengo        | Río de Janeiro | 2025 |

#### Títulos nacionales
| Título              | Equipo         | País   | Año  |
| ------------------- | -------------- | ------ | ---- |
| Copa de Brasil      | C. R. Flamengo | Brasil | 2024 |
| Supercopa de Brasil | C. R. Flamengo | Brasil | 2025 |

#### Títulos internacionales
| Título                       | Equipo                | Sede           | Año  |
| ---------------------------- | --------------------- | -------------- | ---- |
| Copa Intercontinental Sub-20 | C. R. Flamengo sub-20 | Río de Janeiro | 2024 |

## Vida personal
Los cuatro abuelos de Filipe Luís eran inmigrantes europeos que llegaron a Santa Catarina. Su abuelo paterno dejó Polonia durante la Segunda Guerra Mundial. También es de ascendencia italiana.
En 2014, nació el segundo hijo de Filipe Luís, una hija llamada Sara. También tuvo un hijo el año anterior, Tiago.